# Life Is Ruff
Life is Ruff (no Brasil, Cãofusões e em Portugal, Um Sonho de Cão) é um filme original do Disney Channel protagonizado por Kyle Massey, Mitchel Musso e Kay Panabaker.

## Enredo
O garoto de 13 anos, Calvin Wheeler (Kyle Massey), é a pessoa mais popular na escola e coleciona gibis no seu tempo livre. Seu melhor amigo é Raymond Figg (Mitchel Musso), que prefere ser chamado de Figg. Ele salvou a vida de Figg no segundo grau quando teve um ataque de asma, e muito consagrado, gera seu cronograma e ocasionalmente faz suas tarefas escolares.
Gotham Man é o nome do gibi favorito de Calvin. Sua coleção é completa, exceto pela primeira edição, que cada vez mais rara, vale U$3.000. Quando ele vê que um show de cães acontecerá, enquanto andava de skate, descobre que quando alguém ganha o show, recebe recompensa em dinheiro. O prêmio é de U$5.000, e com isto, Calvin pode comprar a primeira edição de Gotham Man.
Calvin vai a um abrigo de cães e lá adota um cachorro SRD(mescla de labrador/são-bernardo) chamado Tyco. Uma garota da escola e voluntária do degradado abrigo de animais, Emily Watson (Kay Panabaker), acredita que este teve um de seus loucos planos ou esquemas na mente. Então, ela entrevista Calvin e finalmente julga ele como um bom dono para Tyco, e diz sim quando ele pergunta se quer ir no próximo baile junto consigo, até que Emily descobre que Tyco foi adotado para participar de um show de cães. Porém, existe alguém que tem certeza que Calvin e Tyco perderão o show: Preston Price (Carter Jenkins), um rico garoto que ganhou os dois últimos shows de cães com seu cachorro. Ele contrata pessoas para se fingirem que são a família real de Tyco, mas quando os três personagens descobrem a farsa, Calvin e Figg armam um plano. Figg é convencido a fingir que está vendendo revistas e que está sofrendo uma crise asmática. Quando isto acontece, Calvin entra na casa e leva Tyco para fora, enquanto Figg continua agindo. Emily perdoa Calvin. Este é o dia do show, e eles decidem ir. O pai de Calvin os leva até o lugar. Com certeza, eles não estão preparados, até que decidem que Tyco puxará Calvin em seu skate, coisa que ele fazia quase todos os dias. Ganham de Presto por apenas um ponto. Mas em vez de usar o prêmio ganho para comprar seu gibi, Calvin usa o dinheiro para um ato bondoso. Dá toda a quantia para o abrigo, e assim, os cães podem ter um novo lar. No fim, o abrigo é salvo, e Figg, como muitas outras pessoas, adota um novo animal.

## Elenco
- Kyle Massey – Calvin Wheeler: O garoto mais popular da escola e principal protagonista do filme.
- Kay Panabaker – Emily Watson: Uma das amigas de Calvin e vice-presidenta do Abrigo de Animais.
- Mitchel Musso – Raymond Figg: O melhor amigo de Calvin.
- Carter Jenkins – Preston Price: Vencedor dos últimos dois shows de cães e o principal antagonista do filme.
- Judith Moreland – Mãe de Calvin
- Mark Christopher Lawrence – Pai de Calvin